# Helipterum floribunda
Helipterum floribundum là một loài thực vật có hoa trong họ Cúc. Loài này được A.Cunn. ex DC. mô tả khoa học đầu tiên.